# خط راه‌آهن تهران–مشهد

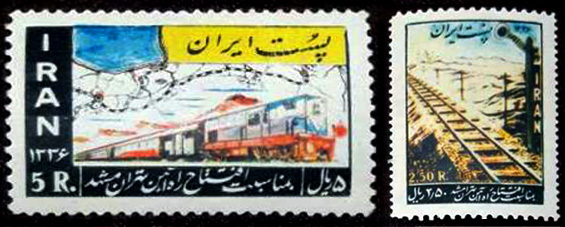
تمبر افتتاح خط راه‌آهن تهران-مشهد، ۱۳۳۶

خط راه‌آهن تهران-مشهد (گرمسار-مشهد) در سال ۱۳۱۶ هجری خورشیدی، عملیات اجرایی آن به طول ۹۲۶ کیلومتر، آغاز گردید و در سال ۱۳۳۵، اولین قطار باری در این محور راه اندازی شد. در تاریخ ۱۲ اردیبهشت ۱۳۳۶، خط تهران-مشهد به‌طور رسمی افتتاح شد و در ۱۲ اردیبهشت ۱۳۴۵، ساختمان اصلی ایستگاه راه‌آهن مشهد افتتاح گردید.
افزایش فزاینده و بیش از پیش سرعت قطارها و پیدایش قطارهای سریع، از آن رو که تشریفات و هزینه سوخت و استهلاک قطار، به مراتب کمتر از مدت زمان تشریفات و هزینه سوخت و نگهداری هواپیما است، باعث می شود در مسافت های حدود هزار کیلومتر، جابجاگری قطار جایگزین جابجایش با هواپیما شود و ترافیک پروازی کاهش یابد.
در سال ۱۳۵۴ و در آستانه پنجاهمین سال بنیانگذاری دودمان پهلوی (۲۵۳۵ شاهنشاهی)، مقرر گردید که ریلراه تهران↔مشهد بصورت قطار های تندرو و گلوله‌ای Shinkansen-type line (شینکانسن新幹線 ژاپن و TGV فرانسه) دو لاینی رفت-آمدی اجرا گردد

## توربو ترن
افزایش فزاینده و بیش از پیش سرعت قطارها و پیدایش قطارهای سریع، از آن رو که تشریفات و هزینه سوخت و استهلاک قطار به مراتب کمتر از مدت زمان تشریفات و هزینه سوخت و نگهداری هواپیما است، باعث می شود در مسافت های حدود هزار کیلومتر، جابجاگری قطار جایگزین جابجایش با هواپیما شود و ترافیک پروازی کاهش یابد.
در سال ۱۳۵۴ و در آستانه پنجاهمین سال بنیانگذاری دودمان پهلوی (۲۵۳۵ شاهنشاهی)، مقرر گردید که ریلراه تهران↔مشهد بصورت قطار های تندرو و گلوله‌ای Shinkansen-type line (شینکانسن新幹線 ژاپن و TGV فرانسه) دو لاینی رفت-آمدی اجرا گردد

در نخستین گام از این چشمنداز، کاهش فوری و چشمگیر زمان سفر به مشهد با خرید چهار قطار توربویی پنج واگنه RTG ازANF-Frangeco فرانسه امکان پذیر شد. توربو ترن (Turbo Train) قطاری با با موتور توربینی و سرعت زیاد بودند که که در سال ۱۹۶۷ در خطوط ریل‌راهی بین شهری فرانسه بکار گرفته شدند و زمینه را برای ایجاد سامانه قطار تندرو فرانسه (Train à Grand Vitesse) ایجاد کردند. چهار دستگاه RTG کلاس T 2000 (نوع متناسب با سیستم ریلی ایران) با سرعت 160 km/h توسط راه‌آهن ایران از فرانسه خریداری شد و در سال ۱۳۵۵ (۲۵۳۵ شاهنشاهی) در مسیر تهران-مشهد مورد بهره‌برداری قرار گرفت.

توربوترن‌های ایران، نخستین قطارهای مسافری سریع-سیر ایران بودند که دو مزیت بزرگ ارائه میدادند: کاهش چشمگیر زمان سفر تهران-مشهد، از بیش از 16 ساعت، به حدود 8 ساعت و 30 دقیقه. و دوم نوع سفرهای درجه یک مجلل آن، با سرویس ناهار و نوشیدنی های سبک در صندلی، که در قطارهای دیگر قابل دسترسی نبود. خدمات توسط مهمانداران آموزش دیده با لباس های شیک آبی و با دانش حداقل یک زبان خارجی انجام می شد. این قطارهای شیک و مجهز، گرچه کوپه ای نبودند، اما مسافران به واسطه پذیرائی خوب، مهمانداران حرفه ای، و محیط دلپذیر دورهمی، فاصله تهران تا مشهد را ۸ ساعته و بدون خستگی طی می‌کردند

.

قطار توربو (توربو ترن) تهران↔مشهد
مهمانداران بانو قطارهای توربو تهران↔مشهد

برای اینکه قطارها با سرعت 120 کیلومتر در ساعت کار کنند، لازم بود یک برنامه سریع ارتقاء مسیر و انجام برخی اصلاحات جزئی انجام شود. کار یکپارچه‌سازی، بالاست‌سازی مجدد، ترازبندی مجدد، محصور کردن مسیر در برخی از بخش‌ها، برخی از نوسازی مجدد، و ساخت جاده خدماتی، توسط شرکت فرانسوی Secmafer در مدت سه ماه انجام شد.

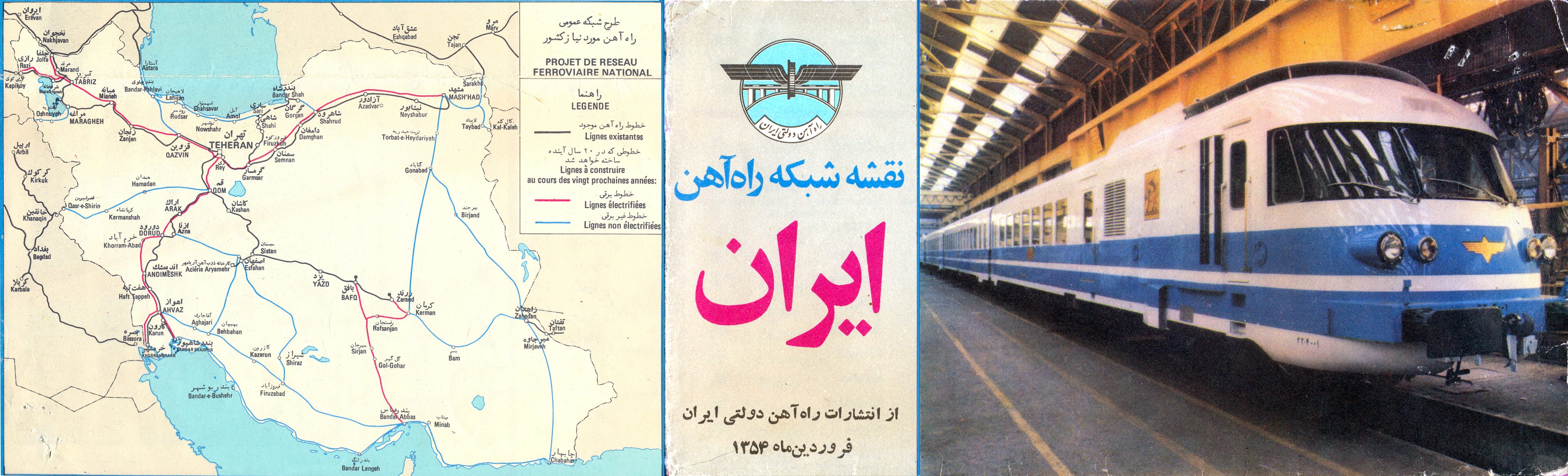
نقشه شبکه راههای ریلی برقی و غیر برقی ایران - فروردین ۱۳۵۴ (تا ۱۳۷۴)، تصویر یکی از توربو ترن های مسیر تهران↔مشهد، و لوگوی جدید راه آهن دولتی ایران

## خط ریلی از نوع شینکانسن و قطار برقی
پس از راه اندازی قطارهای تندرو توربو (نوربو ترن) در مسیر ریلی تهران↔مشهد در سال ۱۳۵۵ ه.خ. دولت ایران به دنبال کاهش زمان سفر، از هشت ساعت به چهار ساعت بود. ازینرو به مطالعه مسیر دومی مطابق با استانداردهای شینکانسن بین دو شهر پرداخت.  این مطالعه توسط تیم مشاور ژاپنی راه آهن ملی ژاپن JNR 日本国有鉄道 انجام شد.
گرچه توربوترن‌ها سرعت قبلی 80 کیلومتر در ساعت را به استانداردهای 160 کیلومتری رسانده بودند، اما هنوز پیچ های زیادی وجود داشت که سرعت در آنها باید به 90 کیلومتر در ساعت محدود می شد. ازینرو پیشنهادات اولیه ژاپنی ها، ارائه تعدادی مسیر قطع با مسیر دوم بود که به طور موثر فاصله راه آهن بین دو شهر را حدود 130 کیلومتر کاهش می داد.  این تمهید، حذف گردنه ریلی بین مشهد و نیشابور (ناشی از کوهستان بینالود) بود
. ازینرو و جهت جلوگیری از تخریب محیط زیست جانوری و گیاهیِ دوطرف این رشته کوه و روستاهای پیرامون (توسط فعالیتهای انسانی) مقرر گردید که این مسیر، بصورت تونل اختصاصی ریلی در دل کوهستان بینالود انجام شود. این تونل، از حاشیه کوهسنگی (در محل فعلی مجتع آیه ها) شروع  شده و در بوژان نیشابور ، از کوه بیرون آمده و ازآن پس تا تهران به موازات خط قدیم ادامه می یافت. ارتباط بین ایستگاه راه آهن کوهسنگی با ایستگاه فعلی راه آهن نیز توسط مسیری تونلی که  از زیر خیابان دانشگاه (خط ۲ قطار شهری فعلی) عبور می یافت،  انجام می پذیرفت. این مسیر جهت قطارهای مسافری و به صورت برقی بود و طبق برنامه ریزی، پروژه از تابستان سال ۱۳۵۸ شروع شده و تا پایان سال ۱۳۶۰ (۲۵۴۰ شاهنشاهی) به بهره برداری می رسید.

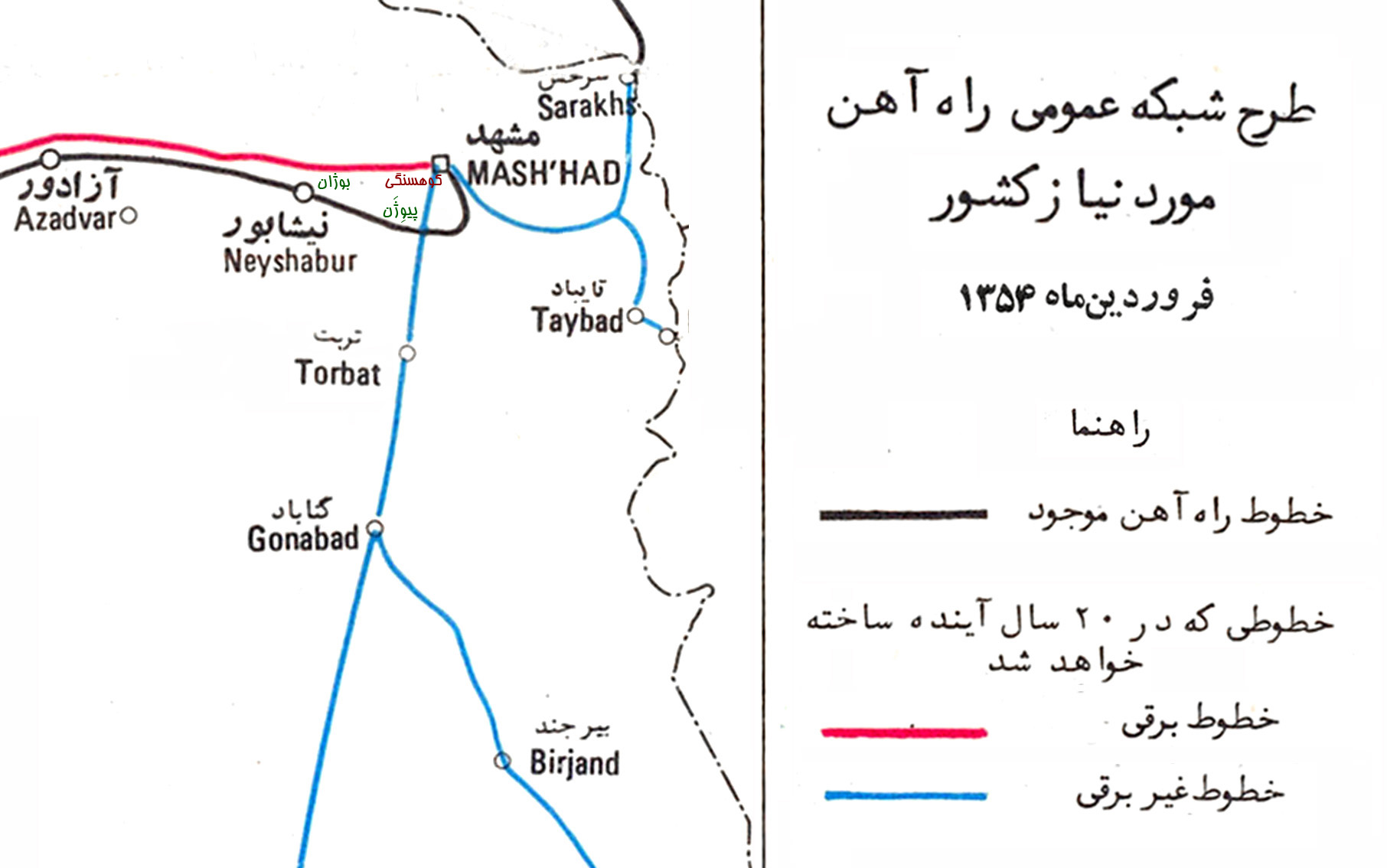
نقشه شبکه راههای ریلی خراسان - فروردین ۱۳۵۴ (تا ۱۳۷۴)

## تکمیل شبکه ریلی خراسان بزرگ و برونمرزی
جهت ارتباط ریلی بین مشهد و   شهرهای جنوبی خراسان بزرگ، با توجه به کاربری باری و ترانزیتی این مسیر و نیز کوهستانی بودن آن ، نیاز بود تا از کِشنده (لوکوموتیو)های دیزل استفاده گردد تا قدرت جابجایی کالاهای سنگین را داشته باشند. ازینرو این مسیرها ، بصورت غیربرقی طراحی گردید. این مسیر ریلی، کریدوری از کوهسنگی به پیوِژَن بود و از آنجا ، منطبق با راه ریلی موجود کنونی، به ایستگاه تربت رفته و سپس از گناباد، به دو شاخه تقسیم می گشت که یکی به کرمان و بندر عباس و دیگری به بیرجند و نهبندان ادامه می یافت.
راه های ریلی برونمرزی (با شوروی سابق و افغانستان) نیز به دلیل حمل کالاهای سنگین و ترانزیتتی بودن مسیر ، نیازمند کشنده های قدرتی دیزل بود و غیر برقی طراحی گردید. ایران قصد داشت از مشهد یک انشعاب ریلی به مرز افغانستان ببرد و سپس، به افغانستان برای طراحی و ساخت یک خط ریلی کمک کند تا ارتباط مستقیم با کابل برقرار شود. این کار مقدمه برقراری راه ریلی ایران با کابل، راولپندی، و دهلی بود
 .

## فهرست ایستگاه‌های این خط
| تهران                                      | تهران-قم، تهران-تبریز، (متروی تهران) |
| شهرری                                      | (متروی تهران)                        |
| بهرام                                      | آپرین-بهرام (کمربندی ریلی تهران)     |
| قرچک                                       |                                      |
| باقرآباد                                   |                                      |
| ورامین                                     |                                      |
| پیشوا                                      |                                      |
| ابردژ                                      |                                      |
| کویر                                       |                                      |
| گرمسار                                     | راه‌آهن سراسری ایران (تهران-گرگان)    |
| اداره راه‌آهن تهران اداره راه‌آهن شمال‌شرق ۱  |                                      |
| یاتری                                      |                                      |
| ده نمک                                     |                                      |
| سرخ‌دشت                                     |                                      |
| لاهورد                                     |                                      |
| بیابانک                                    |                                      |
| سمنان                                      |                                      |
| میاندره                                    |                                      |
| آبگرم                                      |                                      |
| گرداب                                      |                                      |
| هفتخوان                                    |                                      |
| لارستان                                    |                                      |
| بناور                                      |                                      |
| امروان                                     |                                      |
| سرخده                                      |                                      |
| دامغان                                     |                                      |
| زرین                                       |                                      |
| کلاتخوان                                   |                                      |
| شاهرود                                     | اینچه‌برون-شاهرود                     |
| بسطام                                      |                                      |
| شیرین چشمه                                 |                                      |
| گیلان                                      |                                      |
| بکران                                      |                                      |
| جهان‌آباد                                   |                                      |
| ابریشم                                     |                                      |
| جاجرم                                      |                                      |
| آزادور                                     |                                      |
| سنخواست                                    |                                      |
| جوین                                       | جوین-اسفراین-بجنورد                  |
| اداره راه‌آهن شمال‌شرق ۱ اداره راه‌آهن خراسان |                                      |
| نقاب                                       |                                      |
| اسفراین                                    |                                      |
| بیهق                                       |                                      |
| سلطان آباد (سبزوار)                        | آنتنی سبزوار                         |
| فردوس                                      |                                      |
| عطار                                       |                                      |
| نیشابور                                    |                                      |
| خیام                                       |                                      |
| کاشمر                                      |                                      |
| ابومسلم                                    |                                      |
| تربت                                       |                                      |
| فریمان                                     | فریمان-دوغارون                       |
| سلام                                       |                                      |
| مشهد                                       | (متروی مشهد)، مشهد-گرگان             |

## قطارهای مسیر تهران-مشهد
مسیر ریلی تهران-مشهد یکی از پرترددترین مسیرهای داخلی می‌باشد که کلیه قطارهای رجا، فدک و سفیر در آن فعالیت دارند. سایر قطارهای موجود در این مسیر عبارتند قطار زندگی، سیمرغ، پردیس، فدک، سبز، غزال، نورالرضا، مهتاب، جوپار، طوس، ارم، غدیر و قطارهای اتوبوسی نگین.

### قطار فدک
این قطار لوکس که شما را با سرعت به در مسیر ریلی سواری می‌دهد، با سه کلاس مختلف در اختیار مسافران قرار می‌گیرد. در تمام کلاس‌های متفاوت این قطار، سرویس پذیرایی، دکوربندی واگن‌ها و کوپه‌ها، امکانات داخلی و همچنین آموزش مهمانداران بر طبق استانداردهای قطارهای پنج ستارهٔ دنیا طراحی شده‌است.

### قطار زندگی
شرکت رجا در سال ۱۳۹۴، با وارد کردن لوکس‌ترین قطار ۵ ستارهٔ خود به ناوگان ریلی کشور، راحتی و امکانات هواپیما را در مسیرهای ریلی جاری کرد. این قطار کوپه‌ای ۴ تخته، مناسب‌ترین وسیله برای سفرهای خانوادگی مانند قطار تهران-مشهد است.در این قطار امکاناتی به شرح زیر ارائه می‌گردد: 
- استفاده از فرش قرمز جهت استقبال اولیه از مسافران
- بلیط همراه با عصرانه
- بلیط همراه با شام و بلیط همراه با شام ویژه
- کوپه‌های ۴ نفره مجهز به دو مانیتور ۱۸ اینچی برای تماشای برنامه‌های تلویزیون
- سیستم صوتی و تصویری پیشرفته با قابلیت انتخاب دعا، فیلم و موسیقی
- سیستم تهویهٔ مطبوع و مجهز به دو دریچه برای تنظیم دما و نور داخل کوپه
- قابلیت اتصال به شبکهٔ اینترنت داخلی قطار
- شید زیر پنجره برای جلوگیری از تابش نور خورشید به درون کوپه
- سیستم احضار مهماندار
- سرو دسر و نوشیدنی خوش آمد گویی
- سرو پیش‌غذا
- غذای اصلی و دسر در رستوران
- سفارش غذا و تنظیم وقت پذیرایی در رستوران

### قطار غدیر
قطار غدیر در سال ۱۳۸۸ با تأسیس و ادغام شرکت ریل ترابر سبا، وارد ناوگان ریلی کشورمان در بخش خصوصی گردید. این قطار با داشتن سرعت ۱۶۰ کیلومتر بر ساعت و برخورداری از سیستم‌های ساخت شرکت کانادایی-آلمانی بمباردیه، امکان سفر در کمترین زمان را به صورتی برای مسافران فراهم کرده‌است که فرد در داخل کوپه هیچ‌گونه لرزش را احساس نمی‌کند. با توجه به امکانات بسیار عالی و شرایط مطلوب در داخل قطار و کوپه و نوساز بودن واگن‌ها، این قطار در مسیرهایی همانند تهران-مشهد، تهران-یزد و اصفهان-مشهد تردد دارد.

### قطار نورالرضا
شرکت حمل و نقل ریلی نورالرضا، اولین شرکت بخش خصوصی است که بدون واسطه، واگن‌های قطار را از سازنده‌های خارجی خریداری کرد و تلاش کرد مدل‌ها و تجهیزات قطارهای اروپایی را الگو قرار دهد. خوشبختانه حاصل تلاش‌های شرکت نور، ارائهٔ قطارهایی است که با رعایت استاندارد اتحادیه بین‌المللی راه‌آهن (UIC) در رقابت با قطارهای اروپایی، وارد ناوگان ریلی کشورمان شده‌است. درست زمانی که قرار بود قطارهای اروپایی در خدمت مسافران کشورمان قرار بگیرند؛ قطارهای نور با کیفیت بالای سالن‌ها و امکانات ویژه، جایگزین خوبی برای قطارهای اروپایی شد و هم‌اکنون با در اختیار داشتن ۵۴ دستگاه واگن لوکس مسافربری ۴ تخته، واگن ویژهٔ بانوان، ۵ دستگاه واگن رستوران و ۵ دستگاه واگن مولد برق در مسیرهای ریلی زیبای کشورمان، مسئولیت حمل مسافران را بر عهده گرفته‌ است.

### قطار سبز
شرکت رجا، قطارهای مختلفی را در سراسر مسیرهای ریلی کشورمان در خدمت مسافران قرار داده‌است که از میان قطارهای رجا، قطار سبز دومین قطار ویژه در شبکهٔ حمل و نقل ریلی کشور محسوب می‌شود. امکانات هر واگن قطار سبز برای ظرفیت ۳۲ نفر، مهیا شده‌است. هر واگن، ۸ کوپهٔ ۴ نفره را در خود جای داده و برای هر نفر یک تخت در داخل کوپه تعبیه شده‌است؛ بنابراین، قطار سبز بهترین انتخاب برای سفرهای خانوادگی محسوب می‌شود. یک کوپه از هر واگن به سرویس مهمانداری تعلق دارد.